# Osjaków
Osjaków (deutsch Osjakow, 1943–1945 Ostwerder) ist eine Stadt und Sitz der gleichnamigen Gemeinde im Powiat Wieluński der Woiwodschaft Łódź, Polen. Zum 1. Januar 2024 erhielt Osjaków seine 1793 verlorenen Stadtrechte wieder.

## Gemeinde
Zur Stadt-und-Land-Gemeinde (gmina miejsko-wiejska) Osjaków gehören zwanzig Ortschaften mit einem Schulzenamt (sołectwo).

## Ghetto
Nach der deutschen Annexion des Warthelands 1939 lebten noch 600 Juden in Osjaków, das war ungefähr die Hälfte der Einwohnerschaft. 1940 wurde die jüdische Bevölkerung ghettoisiert und 1942 nach Wieluń deportiert.